# Ramulus tiantaiensis
Ramulus tiantaiensis är en insektsart som först beskrevs av Zhou, W. 1997.  Ramulus tiantaiensis ingår i släktet Ramulus och familjen Phasmatidae. Inga underarter finns listade i Catalogue of Life.